# Planor Afrique
Planor Afrique, est un groupe diversifié d'entreprises fondé en mars 2004 au Burkina Faso, par l'homme d'affaires burkinabè Apollinaire Compaoré.

## Historique
Les premières activités de l'homme d'affaires, débutent par l'entreprise Volta Moto, la loterie et la commercialisation de deux roues dans les années 1970. Le groupe Planor s'est constitué en 2004 par le regroupement des entreprises du groupe Burkina Moto. Il fonde, dans les années 1990, l'Union des assurances du Burkina (UAB).

## Activités
Le groupe exerce ses activités dans le secteur financier, négoce et de l'industrie et dans le secteur des télécommunications à travers sa filiale Telecel Faso.
Il intervient dans les secteurs :
- négoce : tabac (Soburex), produits de grande consommation, cycles et cyclomoteurs, pneumatiques,
- finance : banques (Wendkuni Bank International), assurances (Union des assurances du Burkina, UAB) et établissement de crédit (Société burkinabè d’équipement, SBE)
- Faso Crédit dans la micro finance
- transport ferroviaire : location de wagons
- télécommunications : Telecel Faso, Telecel Mali, participation de 26 % de MTN Côte d’Ivoire.
- hôtellerie
- distribution de produits pétroliers[3].

## Dirigeants
- Tani Ilboudo